# Amata hissarica
Amata hissarica är en fjärilsart som beskrevs av Shchetkin 1979. Amata hissarica ingår i släktet Amata och familjen björnspinnare. Inga underarter finns listade i Catalogue of Life.